# Namaquanula
Namaquanula là chi thực vật có hoa trong họ Amaryllidaceae.